# Geoplana marrineri
Geoplana marrineri is een platworm (Platyhelminthes). De worm is tweeslachtig. De soort leeft in of nabij zoet water.
Het geslacht Geoplana, waarin de platworm wordt geplaatst, wordt tot de familie Geoplanidae gerekend. De wetenschappelijke naam van de soort werd voor het eerst geldig gepubliceerd in 1910 door Dendy.

## Synoniemen
- Kontikia marrineri (Dendy, 1910)
- Geoplana aucklandica Dendy, 1901
  - Australopacifica aucklandica (Dendy, 1901)